# Silvio Orlando

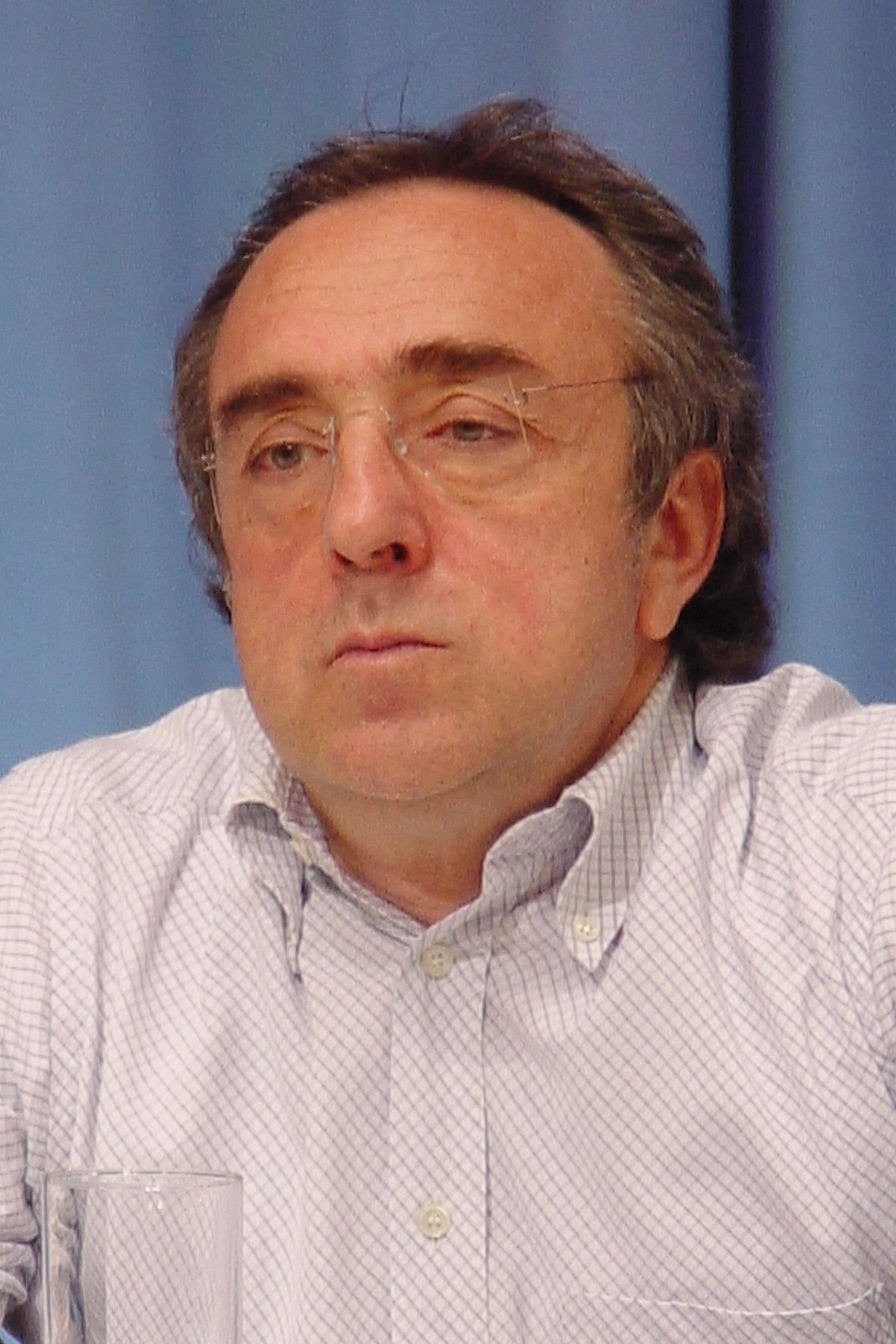
Silvio Orlando (2009)

Silvio Orlando (* 30. Juni 1957 in Neapel) ist ein italienischer Schauspieler.

## Leben
1988 führte er Regie bei Aufführungen von Theaterstücken von Peppino De Filippo: Don Raffaele il trombone und Cupido scherza...e spazza. Von 1988 bis 1991 spielte er in mehreren italienischen Fernsehserien, wie zum Beispiel Zanzibar, Emilio, Vicini di casa und Felipe ha gli occhi azzurri 2, sowie 2005 in Padri e figli. Im Oktober 2008 heiratete er die Schauspielerin Maria Laura Rondanini. Im gleichen Jahr interpretierte er bei der Veranstaltung L’Assedio delle Ceneri des Napoli Teatro Festival Italia in Neapel Texte von Giacomo Lubrano.

## Filmografie (Auswahl)
- 1987: Kamikazen ultima notte a Milano – Regie: Gabriele Salvatores
- 1989: Wasserball und Kommunismus (Palombella rossa) – Regie: Nanni Moretti
- 1990: La settimana della sfinge – Regie: Daniele Luchetti
- 1991: Der Taschenträger (Il portaborse) – Regie: Daniele Luchetti
- 1993: Arriva la bufera – Regie: Daniele Luchetti
- 1993: Sud – Regie: Gabriele Salvatores
- 1994: Schrei nach Hilfe (Michele va alla guerra) – Regie: Franco Rossi
- 1995: Il cielo è sempre più blu – Regie: Antonello Grimaldi
- 1995: Ferie d’agosto – Regie: Paolo Virzì
- 1996: Vesna va veloce – Regie: Carlo Mazzacurati
- 1997: Nirvana – Regie: Gabriele Salvatores
- 1998: Aprile – Regie: Nanni Moretti
- 1999: Nicht von dieser Welt (Fuori dal mondo)
- 1998: Hannibals Kinder (Figli di Annibale) – Regie: Davide Ferrario
- 2000: Ich liebe das Rauschen des Meeres (Preferisco il rumore del mare) – Regie: Mimmo Calopresti
- 2001: Das Zimmer meines Sohnes (La stanza del figlio) – Regie: Nanni Moretti
- 2002: Der Kuss des Bären (Il bacio dell’orso) – Regie: Sergei Wladimirowitsch Bodrow
- 2004: Die zweite Hälfte der Nacht (Dopo mezzanotte)
- 2006: Der Italiener (Il Caimano) – Regie: Nanni Moretti
- 2008: Stilles Chaos (Caos calmo) – Regie: Antonello Grimaldi
- 2008: Il papà di Giovanna – Regie: Pupi Avati
- 2008: La fabbrica dei tedeschi – Regie: Mimmo Calopresti
- 2009: Ex – Regie: Fausto Brizzi
- 2009: Il grande sogno – Regie: Michele Placido
- 2010: Genitori & figli – Agitare bene prima dell’uso – Regie: Giovanni Veronesi
- 2013: Ein Schloss in Italien (Un château en Italie)
- 2016: The Young Pope (Fernsehserie)
- 2019: The New Pope (Fernsehserie)
- 2020: Was uns hält (Lacci) – Regie: Daniele Luchetti
- 2021: Il bambino nascosto – Regie: Roberto Andò
- 2023: Das Beste liegt noch vor uns (Il sol dell’avvenire) – Regie: Nanni Moretti
- 2024: Parthenope – Regie: Paolo Sorrentino

## Auszeichnungen
- 1998: David di Donatello als bester Nebendarsteller in Aprile
- 2000: Nastro d’Argento als bester Hauptdarsteller in Ich liebe das Rauschen des Meeres
- 2001: Goldene Palme für Das Zimmer meines Sohnes
- 2006: David di Donatello als bester Hauptdarsteller in Der Italiener
- 2006: Nominierung als Bester Darsteller beim Europäischen Filmpreis 2006 für Der Italiener
- 2007: Nastro d’Argento als bester Hauptdarsteller in Der Italiener
- 2008: Coppa Volpi bei den Internationalen Filmfestspielen von Venedig 2008
 als bester Darsteller in Il papà di Giovanna